# Těžký stíhací letoun

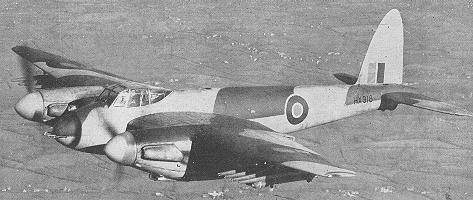
de Havilland Mosquito: byl britský víceúčelový bojový letoun (od roku 1941), používány nejen jako noční i denní stíhač a průzkumný letoun, ale také jako lehký bombardér.

Těžký stíhací letoun (zkráceně těžký stíhač) je stíhací letoun navržený pro nesení těžších zbraní nebo pro operování na delší vzdálenosti než klasické lehké stíhačky. Aby dosáhli přijatelného výkonu, byla většina těžkých stíhačů dvoumotorových. Mnoho jich mělo několikačlennou posádku.

## Dvoumotorový těžký stíhač

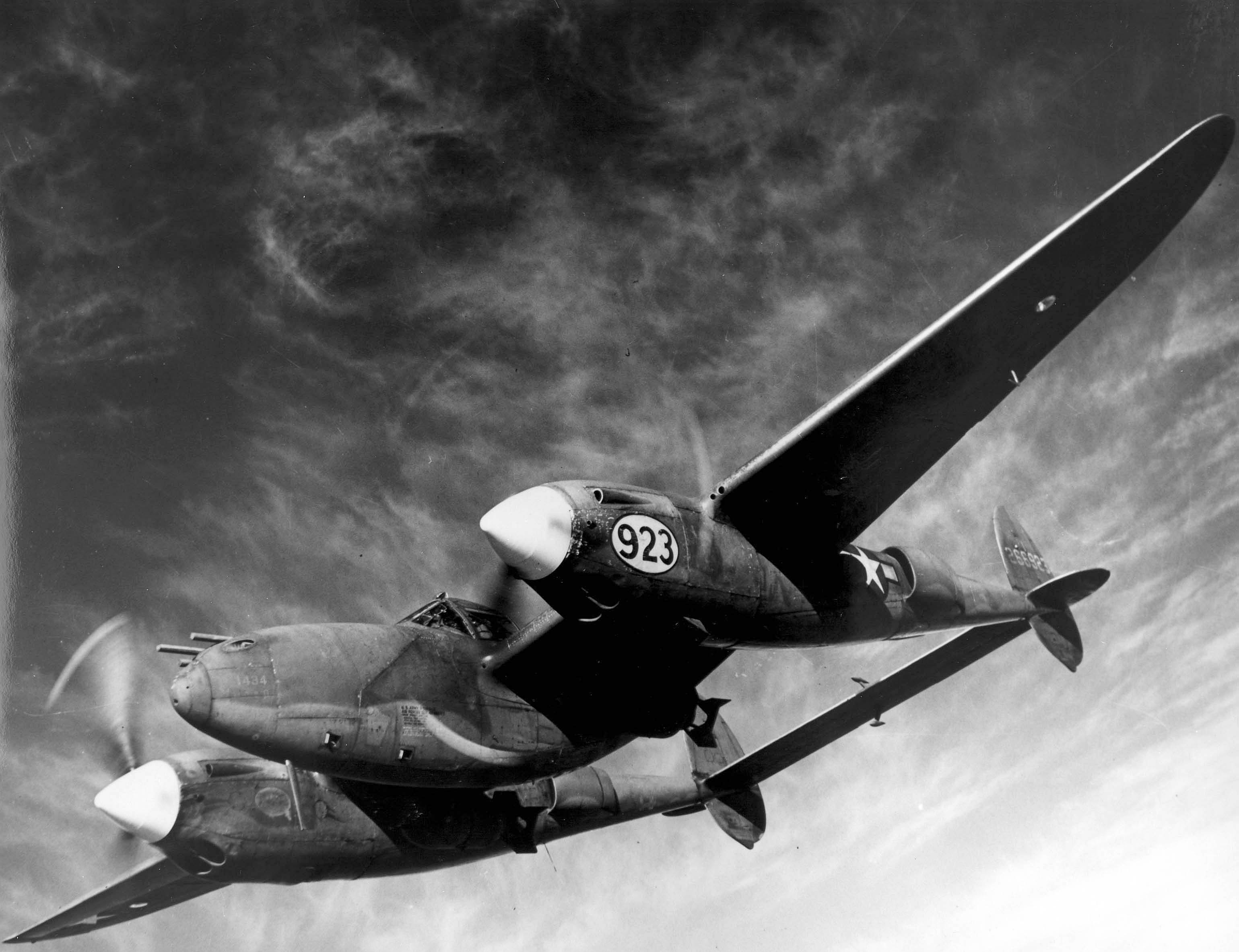
Stíhací letoun P-38 lighting (USA).

Dvoumotorový těžký stíhač byl významnou kategorií před a v průběhu druhé světové války, koncipovanou jako dálkové doprovodné stíhací letouny, nebo těžce vyzbrojení ničitelé bombardérů. S výjimkou Lockheed P-38 Lightning a de Havilland Mosquito těžcí stíhači ve svých zamýšlených rolích během druhé světové války z velké části selhali, jelikož nedokázali v manévrovacích soubojích překonat konvenční jednomotorové stíhačky. Mnoho dvoumotorových těžkých stíhačů tak nakonec našlo své místo jako noční stíhací letouny, kde dosáhli značných úspěchů.